# ジェシカ・マリー・ワトキンス
ジェシカ・マリー・ワトキンス（Jessica Marie Watkins, 1982年または1983年 - ）は、アメリカ合衆国の民兵組織創設者、元オース・キーパーズ指導者、退役陸軍人、バー経営者である。2021年アメリカ合衆国議会議事堂襲撃事件への参加で知られる。

## キャリア
ワトキンスはアメリカ陸軍に所属していたが、2022年にトランスジェンダーであることが明らかになると無届離隊した。彼女は2001年から2003年にかけてアフガニスタンで勤務していた 。
2021年時点での彼女はオハイオ州ウッドストックにある海賊をテーマにしたバーのジェリー・ロジャーズ・バー・アンド・グリルの共同傾斜であった。またそれ以前に彼女はノースカロライナ州ファイエットビルで救急隊員として働いていた。

## ミリシア
ワトキンスはオース・キーパーズの指導者であり、また2019年に彼女は極右グループと連携する小規模なミリシアをオハイオ州で設立し、率いていた。彼女は議会議事堂襲撃事件の際は自身のミリシアと共に軍服と実用的な戦闘服を着て参加した。議会議事堂ではミシアのメンバーが暴徒に強行突入するよう促した。2021年、彼女は刑事裁判の際にオース・キーパーズであることを否認した。
2023年5月、ワトキンスはアミット・メータ判事から8年半の禁錮刑を言い渡された。彼女は当初の反省の無さを咎められたが、直近の謝罪は認められた。ワトキンスは共犯のケリー・メグスおよびスチュワート・ローズと共に裁判を受けた。2022年に彼女は3人の中で唯一、扇動共謀では無罪となったが、公務執行妨害目的の共謀と警察への妨害行為では有罪となった。彼女の刑期が他の暴徒よりも長い理由として、少なくとも3人の暴徒を雇う役割を果たしていたことが挙げられている。

## 私生活
ワトキンスは1982年または1983年に別名で生まれ、2004年からジェシカ・マリー・ワトキンスを名乗り始めた。彼女は母親と4歳年下の妹と共に育った。ワトキンスは自分の性自認を明かした際に両親から拒絶された。ワトキンスはトランス女性であり、性自認との葛藤が自身をパラノイア、恐怖、陰謀論に向かわせた要因であったと裁判で語った 。
彼女はニューヨーク州ロチェスターとノースカロライナ州ファイエットビルに住んだ後にオハイオ州ウッドストックに移った。